# Clarence (Spatz)
Clarence (geschlüpft 1. Juli 1940; † 23. März 1952 oder am 23. August 1952) war ein in Großbritannien während des Zweiten Weltkriegs berühmter Spatz.

## Geschichte
Clarence fiel seiner späteren Besitzerin, der Witwe Clare Kipps, vor ihrem Bungalow in London am Abend des 1. Juli 1940 als frisch geschlüpftes Küken vor die Füße. Kipps, eine Hobbyornithologin und Angehörige der Air Raid Precaution, des Zivilschutzes während der deutschen Luftangriffe, zog den Vogel auf und nahm ihn immer auf ihre Dienstgänge mit. Clarence verlor nie die Prägung auf seine Ziehmutter. Die beiden wurden bekannt für die Kunststücke, die der Spatz in den Bunkern Londons vorführte. Neben einigen anderen Tricks war die Luftschutzkellernummer sehr beliebt: Clarence rannte auf den Ruf „Fliegeralarm!“ hin in einen Bunker, den Mrs. Kipps mit ihren Händen bildete, und verharrte dort reglos, bis man „Entwarnung!“ rief. Noch beliebter waren indes seine Hitlerreden: Der Spatz stellte sich auf eine Konservendose, hob den rechten, durch das Jugendunglück leicht lädierten Flügel zum Hitlergruß und begann zunächst leise zu tschilpen. Er steigerte dann seine Lautstärke und Furiosität bis zu einem heftigen Gezeter, verlor dann scheinbar den Halt, ließ sich von der Dose fallen und mimte eine Ohnmacht.
Auch nach dem Krieg lebte der Spatz Clarence weiterhin mit Clare Kipps zusammen, bevor er je nach Quellenlage am 23. März 1952 oder am 23. August starb.

## Bedeutung
Clarence wurde zu einer Symbolfigur der von Hitlers Luftangriffen geplagten Londoner und ihres Durchhaltewillens. Er wurde in Presseberichten gefeiert, und sein Bild zierte Postkarten, die zu Gunsten des Britischen Roten Kreuzes verkauft wurden.